# Doraemon: Boku no umareta hi
Doraemon: Boku no umareta hi (ぼくの生まれた日, lett. "Doraemon - El dia en que vaig nàixer") és un migmetratge del 2002 que forma part de la sèrie Doraemon. Va emetre's en valencià per À Punt amb el títol El dia en que vaig nàixer.

## Trama
Després ser bonegat pels seus pares, Nobita comença a sospitar que ells no són realment el seu pare i la seua mare. Juntament amb Doraemon, decideix retrocedir en el temps fins al dia del seu naixement, per descobrir la veritat. Després de vore l'alegria i totes les expectatives que els seus pares tenien per ad ell, d'una banda el jove creurà que els ha decebut, però de l'altra entendrà que té una família que l'estima.

## Distribució
El migmetratge es va projectar als cinemes el 9 de març de 2002, juntament amb Doraemon: Nobita to Robot Kingdom.
la trama del curtmetratge es reprèn el 2020 amb Doraemon - The Movie 2.